# Ekateríni Stefanídi
Ekateríni Stefanídi épouse Krier (en grec moderne : Αικατερίνη Στεφανίδη), appelée Katerína Stefanídi (Κατερίνα Στεφανίδη), née le 4 février 1990 à Cholargós, est une athlète grecque, spécialiste du saut à la perche, championne olympique en 2016.

## Biographie

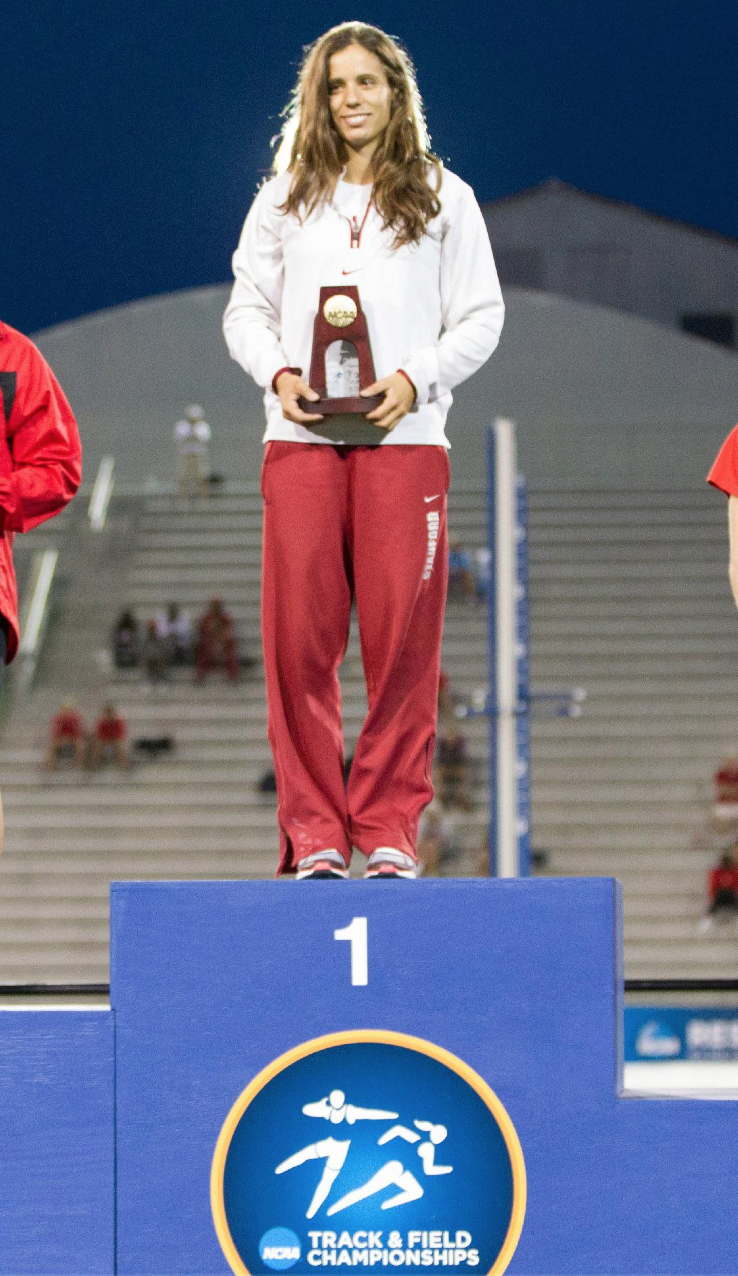
Ekateríni Stefanídi, victorieuse des Championnats NACAA Américains

Elle s'intéresse au saut à la perche lors de l'introduction du concours féminin aux Jeux olympiques de Sydney. L'année suivante, alors âgée en 11 ans, elle établit un record du monde de son âge avec 2,30 m. L'année suivante, elle réussit 3,55 m. En 2005, âgée de 15 ans, elle améliore le record du monde cadette et le porte à 4,37 m, marque également record national sénior en salle.
Stefanídi remporte les championnats du monde jeunesse de 2005 et se classe deuxième de l'édition suivante, en 2007. En 2008, elle termine à la troisième place des championnats du monde juniors de Bydgoszcz en Pologne.
En 2011, elle remporte la médaille d'argent des Championnats d'Europe espoirs d'Ostrava, derrière la Britannique Holly Bleasdale, en établissant un nouveau record personnel à 4,45 m. Elle se classe par ailleurs troisième des Universiades d'été, à Shenzhen.
Étudiante à l'Université Stanford aux États-Unis, elle remporte le titre NCAA 2012, à Des Moines, avec un saut à 4,45 m. Elle participe aux Jeux olympiques de 2012 à Londres mais ne parvient pas à franchir le cap des qualifications.

### Vice-championne d'Europe (2014)
Lors des championnats d’Europe de Zurich en 2014 elle remporte la médaille d'argent avec un saut à 4,60 mètres.
Le 20 février 2015, elle s'empare du record de Grèce en salle en franchissant 4,77 m, effaçant des tablettes sa compatriote Nikoléta Kiriakopoúlou, qui avait battu ce record la veille avec 4,76 m. Le lendemain, Stefanídi est dépossédée de ce record, battu à nouveau par Kyriakopoulou avec 4,80 m.
En août 2015, elle est éliminée dès les qualifications lors des championnats du monde de Pékin. Elle effectue sa rentrée hivernale le 9 janvier 2016 avec 4,71 m, devançant aux essais l'Américaine Demi Payne puis franchit 4,72 m le 6 février.

### Domination mondiale (2016)

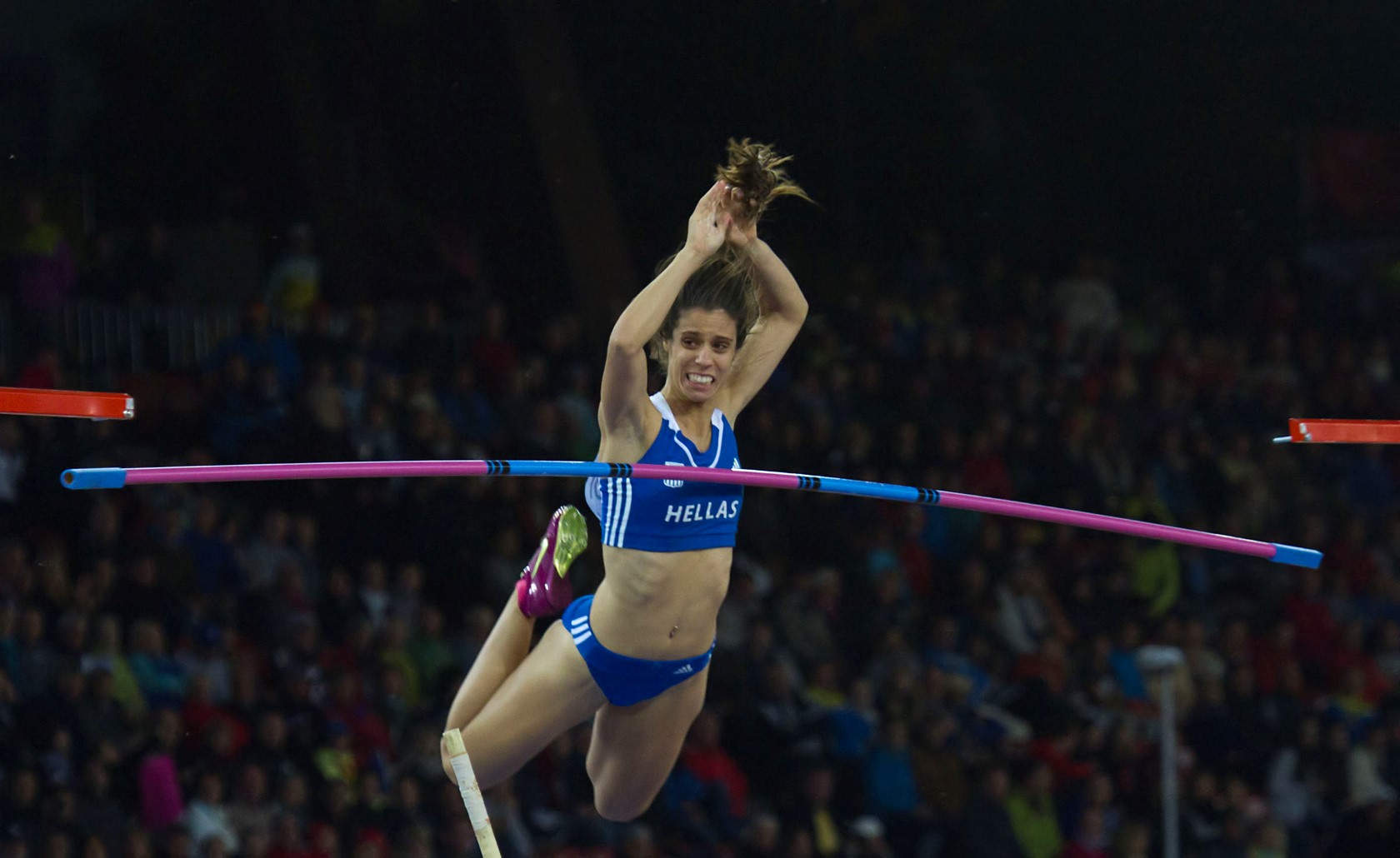
Ekateríni Stefanídi lors de son essai à 4.65 m en finale des Championnats d'Europe de Zürich en 2014

Le 20 février, trois jours après le record national par Nikoléta Kiriakopoúlou, Stefanídi franchit une barre à 4,90 m lors des Millrose Games de New-York et devient la quatrième performeuse mondiale de tout le temps et entre ainsi un peu plus dans l'histoire et devance aux essais l'Américaine Demi Payne. Le 17 mars 2016, Stefanídi remporte la médaille de bronze des Championnats du monde en salle de Portland avec 4,80 m. Elle est devancée par les Américaines Jennifer Suhr (4,90 m) et Sandi Morris (4,85 m)
.
Le 6 mai suivant, lors de la Doha Diamond League 2016, Stefanídi améliore son record personnel en plein air à 4,73 m. Le 22 mai, la Grecque s'impose au Meeting international Mohammed-VI de Rabat, 2e étape de la perche féminine de Ligue de diamant 2016, franchissant une barre à 4,75 m (record personnel) ainsi qu'un record du meeting battu de 19 centimètres (4,56 m par Angelina Zhuk-Krasnova en 2015). Elle devance Nicole Büchler (4,70 m).
Sur sa route vers Rio, la Grecque participe au Golden Gala de Rome où elle s'impose à nouveau avec un saut à 4,75 m, record personnel égalé. Trois jours plus tard, elle est battue par la Cubaine Yarisley Silva (4,84 m) lors du Birmingham Grand Prix mais établit une nouvelle marque de référence à 4,77 m. À nouveau trois jours suivant, Stefanídi améliore cette meilleure performance mondiale de l'année (4,84 m) en parvenant à effacer une barre à 4,86 m lors du Filothei Women Gala d'Athènes. En plus de cette meilleure performance mondiale de l'année, cette marque est un nouveau record de Grèce, anciennement détenu par Nikoléta Kiriakopoúlou (4,83 m en 2015). Elle échoue ensuite par trois fois à 5,00 m.

#### Titre européen et record des championnats

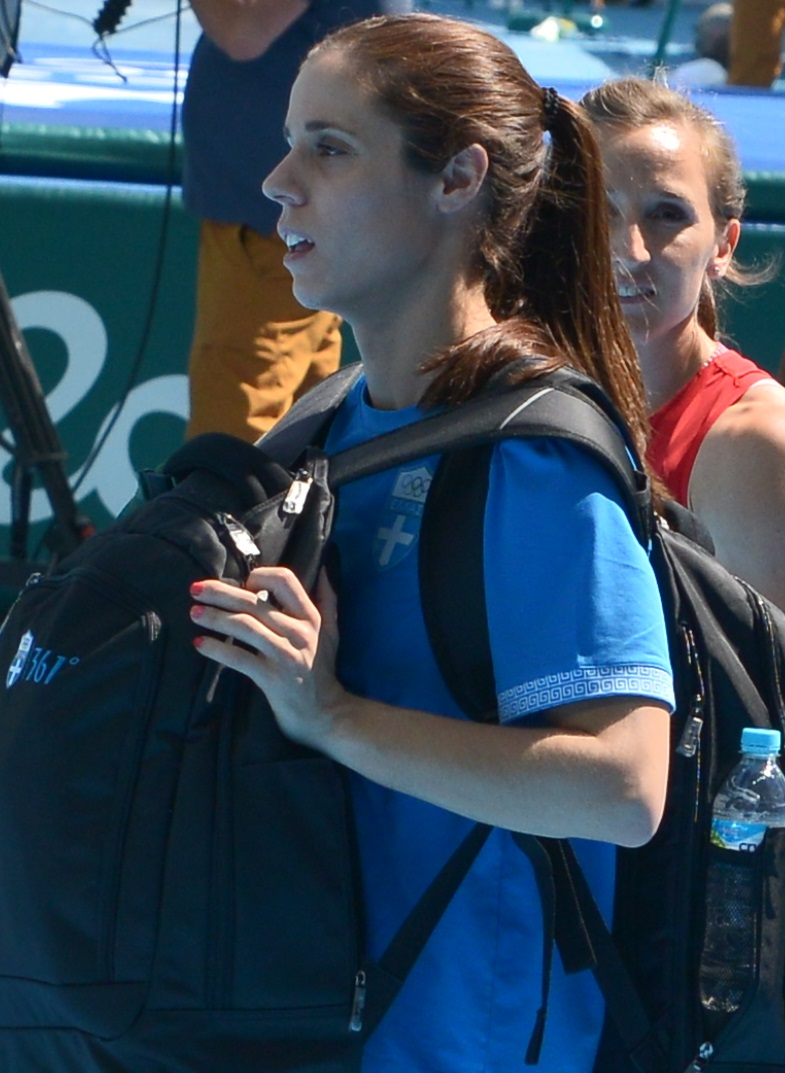
Ekateríni Stefanídi (en bleu), après sa qualification à la finale des JO de Rio

Le 19 juin, elle remporte les Championnats de Grèce avec 4,80 m. Le 9 juillet, elle remporte son 1er titre continental en s'imposant aux Championnats d'Europe d'Amsterdam avec un saut à 4,81 m, battant par la même occasion le record des championnats de la Russe Yelena Isinbayeva (4,80 m) et devance sur le podium l'Allemande Lisa Ryzih (4,70 m) et la Suédoise Angelica Bengtsson (4,65 m). Elle tente sans succès un record à 4,94 m. Elle signe de nouveau 4,81 m lors du Meeting Herculis de Monaco puis 4,80 m au London Grand Prix, son 5e concours consécutif à plus de 4,80 m ainsi que sa série de victoires.

#### Sacre olympique
Le 19 août 2016, en finale des Jeux olympiques de Rio, menée en début de compétition par la Néo-Zélandaise Eliza McCartney, Stefanídi devient championne olympique du saut à la perche en s'imposant avec une barre à 4,85 m, devant l'Américaine Sandi Morris (4,85 m) et Eliza McCartney (4,80 m). Elle devient la 4e perchiste féminine sacrée dans cette discipline après Stacy Dragila (2000), Yelena Isinbayeva (2004 et 2008) et Jennifer Suhr (2012).
Début septembre, elle est battue par Sandi Morris lors du Mémorial Van Damme de Bruxelles où l'Américaine franchit 5,00 m tandis que Stefanídi réalise 4,76 m, échouant de peu à 4,94 m. La Grecque remporte le trophée de la Ligue de diamant avec plus d'une cinquantaine de points.

### Championne d'Europe en salle et championne du monde (2017)
Le 11 février 2017, Stefanídi établit la meilleure performance mondiale de l'année en salle à New York, effaçant une barre à 4,82 m. Elle améliore cette performance le 4 mars en finale des Championnats d'Europe en salle de Belgrade où elle remporte le titre avec 4,85 m, au terme d'un duel acharné avec l'Allemande Lisa Ryzih qui décroche l'argent avec 4,75 m.
Le 4 août, elle remporte facilement le concours de qualifications des Championnats du monde de Londres avec un saut à 4,60 m, barre requise pour la finale. Le lendemain, la Grecque entame son concours avec 4,65 m qu'elle efface dès sa première tentative, ce qu'elle fait également à 4,75 et 4,82 m. Seule athlète encore en compétition avec Sandi Morris, elle voit sa concurrente échouer à 4,82 et 4,89 m. Stefanídi remporte son premier titre mondial puis franchit ensuite 4,91 m, record de Grèce. Elle tente 5,02 m, sans succès. Elle est la première Grecque sacrée championne du monde de saut à la perche.
Le 14 octobre 2017, elle reçoit le trophée de l'athlète européenne de l'année.

### Saison 2018

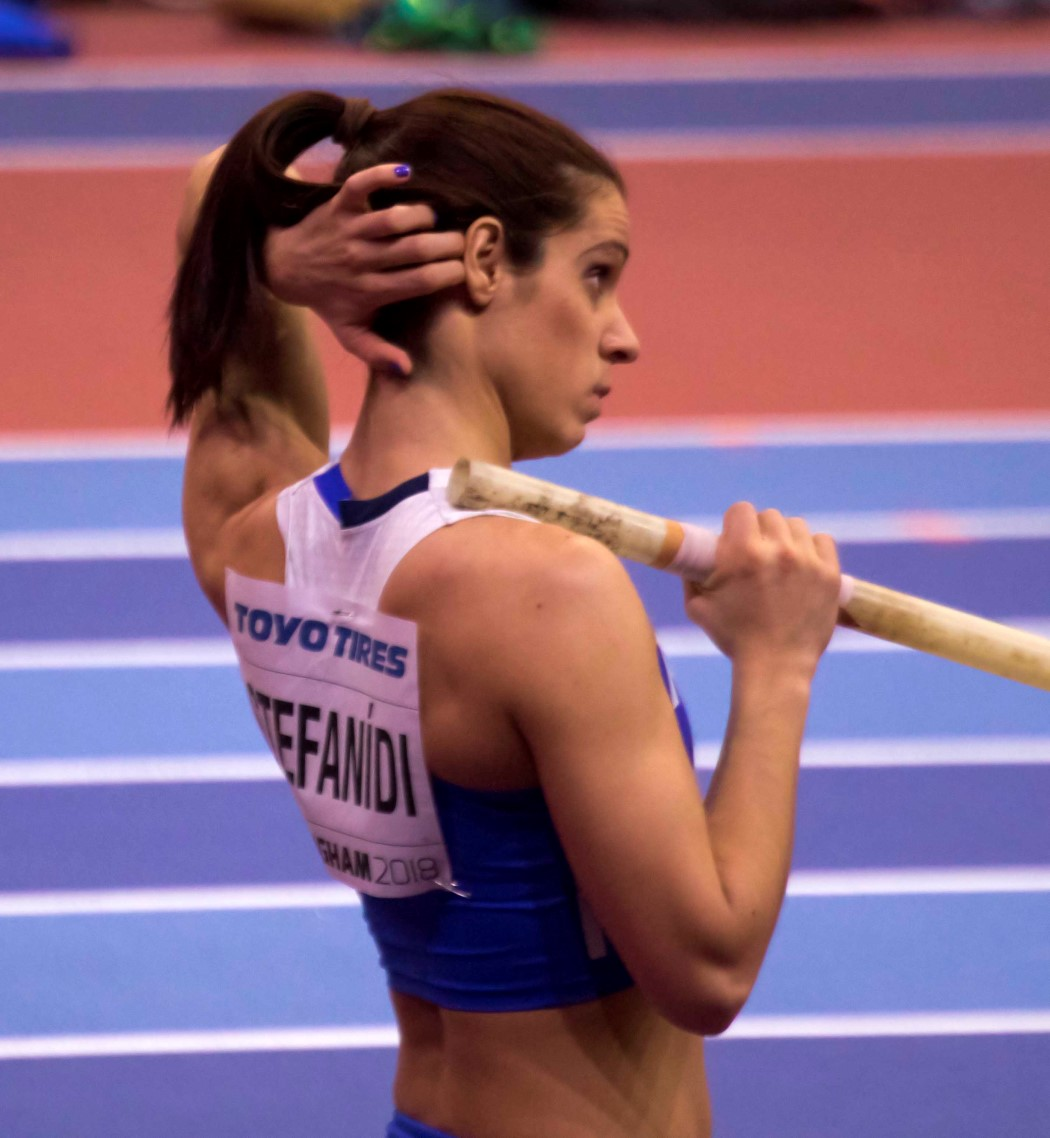
Stefanídi aux championnats du monde en salle de Birmingham en 2018.

Ekateríni Stefanídi commence sa saison hivernale 2018 à New York où elle signe une victoire avec 4,71 m, devançant aux essais l'Américaine Katie Nageotte. Le 7 février, elle s'impose au Meeting de Paris avec une performance de 4,81 m. Trois jours plus tard, elle s'impose à Rouen avec 4,82 m, nouveau record du meeting et continue sa série à Liévin avec 4,83 m. Le 25, elle gagne devant Nikoléta Kiriakopoúlou avec 4,75 m à Glasgow.
Le 3 mars, en finale des championnats du monde en salle de Birmingham, la Grecque connaît sa première défaite depuis février 2017. Avec 4,80 m, elle échoue à remporter le dernier titre lui manquant, devant s'emparer du bronze derrière l'Américaine Sandi Morris (4,95 m) et la Russe Anzhelika Sidorova (4,90 m).
Le 9 août, lors des championnats d'Europe de Berlin, la Grecque parvient à conserver son titre continental en s'imposant avec une barre à 4,85 m, maitrisée à son 3e essai. Elle améliore de 4 centimètres son propre record des championnats, et devance sur le podium sa compatriote Nikoléta Kiriakopoúlou (4,80 m) et la Britannique Holly Bradshaw (4,75 m).

### Saison 2019
Le 28 juillet, elle remporte le titre national avec son meilleur saut de la saison à 4,83 m.
Aux championnats du monde de Doha, elle ne conserve pas son titre mais décroche la médaille de bronze avec 4,85 m, son meilleur saut de la saison.

### Saison 2021
Le 5 août 2021, elle termine au pied du podium lors de Jeux olympiques d'été de 2020 à Tokyo.

### Saison 2022
Le 18 juillet 2022, lors des championnats du monde à Eugene, elle termine 5e du concours avec un saut à 4,70 m. Aux Championnats d'Europe à Munich un mois plus tard, elle décroche la médaille d'argent derrière la Finlandaise Wilma Murto avec 4,75 m.

### Saison 2024
Le 10 juin 2024, lors des Championnats d'Europe d'athlétisme 2024 à Rome, elle s'empare de la médaille d'argent avec 4,73 m, derrière la Suisse Angelica Moser.

## Vie privée
Ekateríni Stefanídi est la fille de Geórgios Stefanídis, ancien triple sauteur ayant un record à 16,25 m et de Zoí Varéli, coureuse de 400 mètres ayant un record à 58 s 93. Les deux ont participé à des compétitions sous le drapeau grec en équipe junior.
Elle a une sœur cadette, Geórgia (née le 17 septembre 1995), également perchiste (record à 4,15 m).
Elle se marie avec son compagnon — et désormais entraîneur — Mitchell « Mitch » Krier, le 30 mai 2015.

## Palmarès
| Date | Compétition                        | Lieu                               | Résultat | Marque  |
| ---- | ---------------------------------- | ---------------------------------- | -------- | ------- |
| 2005 | Championnats du monde cadets       | Marrakech                          | 1re      | 4,30 m  |
| 2007 | Championnats du monde cadets       | Ostrava                            | 2e       | 4,25 m  |
| 2008 | Championnats du monde juniors      | Bydgoszcz                          | 3e       | 4,25 m  |
| 2011 | Universiade                        | Shenzhen                           | 3e       | 4,45 m  |
| 2011 | Championnats d'Europe espoirs      | Ostrava                            | 2e       | 4,45 m  |
| 2014 | Championnats d'Europe par équipes  | Tallinn                            | 1re      | 4,55 m  |
| 2014 | Championnats d'Europe              | Zurich                             | 2e       | 4,60 m  |
| 2014 | Ligue de diamant                   | Ligue de diamant                   | 2e       | détails |
| 2015 | Championnats d'Europe en salle     | Prague                             | 2e       | 4,75 m  |
| 2016 | Championnats du monde en salle     | Portland                           | 3e       | 4,80 m  |
| 2016 | Championnats d'Europe              | Amsterdam                          | 1re      | 4,81 m  |
| 2016 | Jeux olympiques                    | Rio de Janeiro                     | 1re      | 4,85 m  |
| 2016 | Ligue de diamant                   | Ligue de diamant                   | 1re      | détails |
| 2017 | Championnats d'Europe en salle     | Belgrade                           | 1re      | 4,85 m  |
| 2017 | Championnats d'Europe par équipes  | Lille                              | 1re      | 4,70 m  |
| 2017 | Championnats du monde              | Londres                            | 1re      | 4,91 m  |
| 2017 | Ligue de diamant                   | Ligue de diamant                   | 1re      | 4,85 m  |
| 2018 | Championnats du monde en salle     | Birmingham                         | 3e       | 4,80 m  |
| 2018 | Championnats d'Europe              | Berlin                             | 1re      | 4,85 m  |
| 2018 | Ligue de diamant                   | Ligue de diamant                   | 1re      | 4,87 m  |
| 2018 | Coupe continentale                 | Ostrava                            | 2e       | 4,85 m  |
| 2019 | Circuit mondial en salle de l'IAAF | Circuit mondial en salle de l'IAAF | 2e       | détails |
| 2019 | Championnats d'Europe en salle     | Glasgow                            | 4e       | 4,65 m  |
| 2019 | Championnats d'Europe par équipes  | Bydgoszcz                          | 1re      | 4,70 m  |
| 2019 | Ligue de diamant                   | Ligue de diamant                   | 1re      | 4,83 m  |
| 2019 | Championnats du monde              | Doha                               | 3e       | 4,85 m  |
| 2021 | Jeux olympiques                    | Tokyo                              | 4e       | 4,80 m  |
| 2022 | Championnats du monde              | Eugene                             | 5e       | 4,70 m  |
| 2022 | Championnats d'Europe              | Munich                             | 2e       | 4,75 m  |
| 2024 | Championnats du monde en salle     | Glasgow                            | 7e       | 4,55 m  |
| 2024 | Championnats d'Europe              | Rome                               | 2e       | 4,73 m  |
| 2024 | Jeux olympiques                    | Paris                              | 9e       | 4,70 m  |

## Records
| Épreuve          | Épreuve   | Marque      | Lieu     | Date            |
| ---------------- | --------- | ----------- | -------- | --------------- |
| Saut à la perche | Plein air | 4,91 m (NR) | Londres  | 6 août 2017     |
| Saut à la perche | En salle  | 4,90 m (NR) | New York | 20 février 2016 |